# زیردریایی یو-۷۵۰
زیردریایی یو-۷۵۰ (به انگلیسی: German submarine U-750) یک زیردریایی است که طول آن ۶۷٫۱۰ متر (۲۲۰٫۱ فوت) می‌باشد. این زیردریایی در سال ۱۹۴۳ ساخته شد.